# منطقه بئیچن
منطقه بئیچِِن (به چینی: 北辰区، به پین‌یین: Běichén Qū) یک منطقهٔ شهرداری تابع شهر تیانجین، در جمهوری خلق چین است. بخش بیشن ۶ متر بالاتر از سطح دریا واقع شده‌است.